# Pethő Sándor

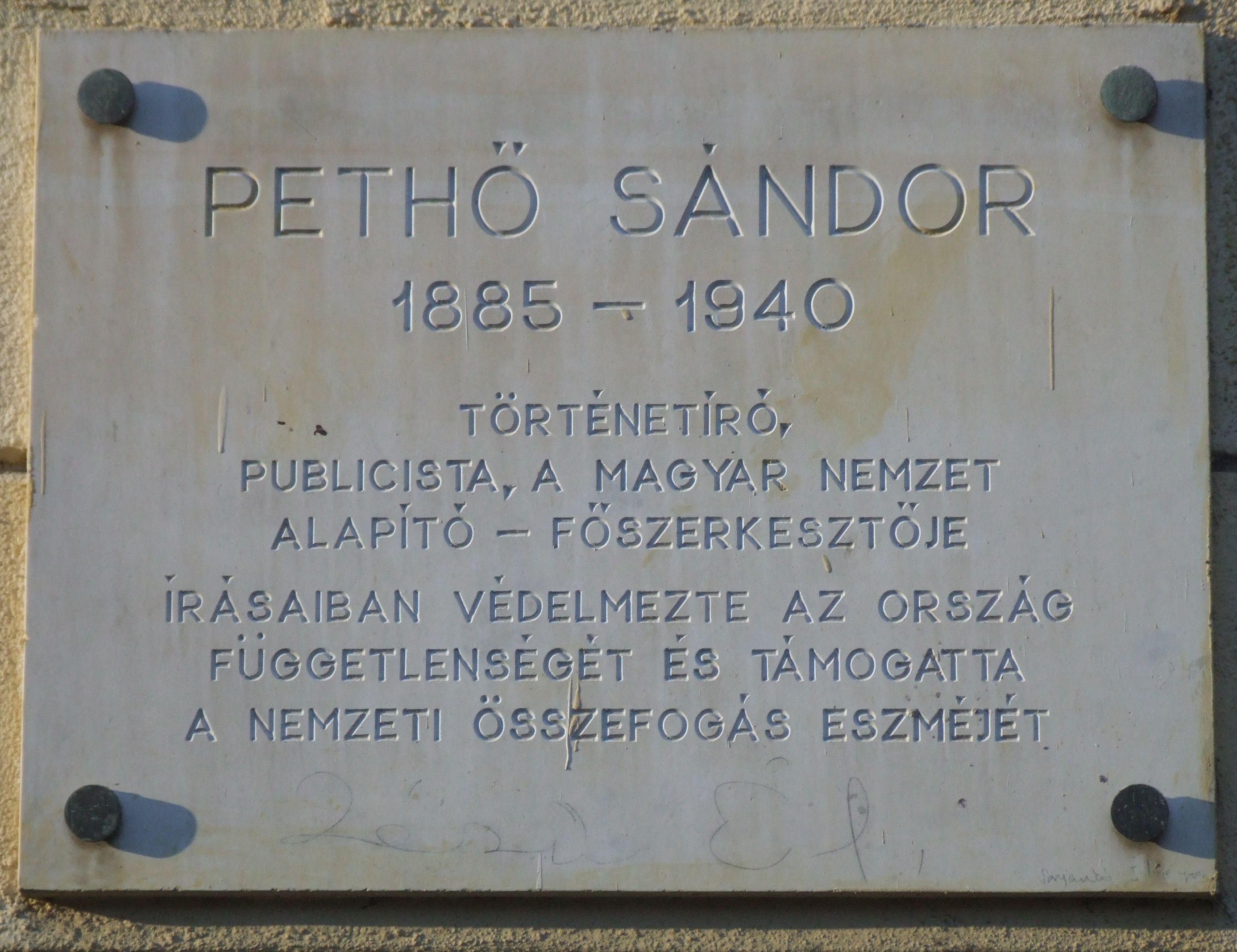
Emléktáblája
a róla elnevezett VI. kerületi utcában.

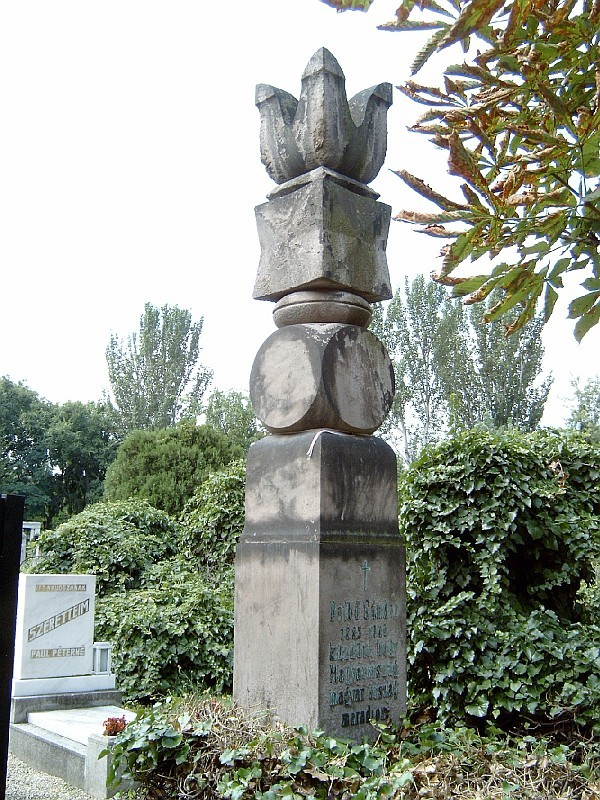
Pethő Sándor sírja Budapesten. Kerepesi temető: 34-1-59.

Pethő Sándor (Pásztori, 1885. március 1. – Balatonfüred, 1940. augusztus 25.) magyar publicista, történész, a Magyar Nemzet alapító főszerkesztője.

## Életpályája
Pethő György gazda és Cséry Mária fiaként született. Egyetemi tanulmányait Kolozsvárott, Nápolyban és Halléban végezte. 1909-től 1918-ig a budapesti VIII. kerületi állami főgimnázium történelemtanára volt, aztán kizárólag irodalmi és újságírói tevékenységet folytatott. 1912-ben szerkesztette az Élet című folyóiratot. 1918-ban egyik alapító tagja volt a Magyar Területvédő Ligának. A Magyarság című napilapnak előbb munkatársa, majd 1934-1938 között főszerkesztője volt. 1938-ban Hegedüs Gyulával alapítója és főszerkesztője lett a Magyar Nemzet című napilapnak, amely a hitleri nemzetiszocialista és a magyar szélsőjobboldali, nyilas mozgalmak elleni küzdelemben jelentékeny szerepet játszott. Számos történeti, politikai tanulmánya jelent meg különböző lapokban, köztük Bajcsy-Zsilinszky Endre Előőrs című politikai hetilapjában. Tanulmányaiban legitimista felfogásának megfelelően gyakran konzervatív, de németellenes álláspontot foglalt el. Később megvált a Magyar Nemzettől is. Tagja volt a lengyel–magyar kapcsolatok ápolását célul tűző Magyar Mickiewicz Társaságnak.
1940 nyarán autóbaleset áldozata lett a balatonfüredi Mussolini téren, nyaki gerinctörést szenvedett.
Első hitvese Tanács Margit volt, akit 1910. augusztus 18-án Kolozsvárott vett nőül, s ebből a házasságából született két gyermeke: Tibor és Mária. Második felesége Székely Lujza színésznő volt.

## Művei
- A római szent birodalom bomlásának okai és körülményei; Pannónia Ny., Győr, 1907
- Politikai arcképek. Az új Magyarország vezéregyéniségei; Élet Ny., Budapest, 1911
- Sorsok; Szt. István Társulat, Budapest, 1914
- A szabadságharc eszméi (Budapest, 1916, 1934)
- A szárazföldi háború mérlege. Függelékül a magyar és osztrák erőviszonyok mérlege; Táltos, Budapest, 1917
- Magyarország és az Entente-hatalmak 1848-1849-ben (Budapest, 1919)
- Világostól Trianonig. A mai Magyarország kialakulásának története; földrajzi rész Fodor Ferenc; Enciklopédia, Budapest, 1925
- Világostól Trianonig védelme. Válasz Nagy Miklós bírálatára; Enciklopédia, Budapest, 1926
- "Viharos emberöltő". Hét portrait; Stádium, Budapest, 1929
- Görgey Artúr (Budapest, 1930)
- Pethő, Sándor. A magyar Capitoliumon. A magyar királyeszme a Duna völgyében. Budapest: Gellért Kiadóvállalat, 87. o. (1932)
- A magyar nemzet története ősidőktől napjainkig (Asztalos Miklóssal, Budapest, 1933)
- A magunk útján (Budapest, 1937)
- Csillagos órák. 41 vezércikk; Globus, Budapest, 1939
- Egy kis nép nagy gondjai. Válogatott publicisztikai írások; Magvető, Budapest, 1985
- A szabadságharc eszméi; sajtó alá rend., tan. Závodszky Géza; Holnap, Budapest, 2000
- A magyar Capitoliumon. Pethő Sándor válogatott publicisztikája; vál., sajtó alá rend., tan., jegyz. Závodszky Géza; Akadémiai, Budapest, 2005
- Görgey Artúr; a hadműveletek leírása Julier Ferenc; Attraktor, Máriabesnyő-Gödöllő, 2006 (Studia militaria Hungarica)
- Műveinek katalógusa a SZTE Egyetemi Könyvtár állományából

## Emlékezete
- Budapest VI. kerületében utcát neveztek el róla, ahol emléktáblája is található.
- Sírja Budapesten a Kerepesi temetőben található (34-1-59).
- 1992 óta évente átadják a Hemingway Alapítvány által alapított Pethő Sándor-díjat.